# Прудовка (приток Еды)
Прудовка — река в России, протекает в Грязовецком районе Вологодской области. Устье реки находится в 3 км по правому берегу реки Еда. Длина реки составляет 12 км.
Берёт начало примерно в 20 км к востоку от Грязовца в болотах восточнее деревни Паршино. Течёт на север по лесисто-болотистой местности. Населённых пунктов на реке нет. Впадает в Еду тремя километрами выше впадения самой Еды в Лежу.

## Данные водного реестра
По данным государственного водного реестра России относится к Двинско-Печорскому бассейновому округу, водохозяйственный участок реки — Северная Двина от начала реки до впадения реки Вычегда, без рек Юг и Сухона (от истока до Кубенского гидроузла), речной подбассейн реки — Сухона. Речной бассейн реки — Северная Двина.
По данным геоинформационной системы водохозяйственного районирования территории РФ, подготовленной Федеральным агентством водных ресурсов:
- Код водного объекта в государственном водном реестре — 03020100312103000006738
- Код по гидрологической изученности (ГИ) — 103000673
- Код бассейна — 03.02.01.003
- Номер тома по ГИ — 03
- Выпуск по ГИ — 0